# 橘子姐姐
橘子姐姐（1989年11月20日—），本名邱若瑜，苗栗縣出身，2008年畢業於華岡藝校，曾就读私立中國文化大學國術學系，並於2012年畢業於中國戲劇學系，2012年6月入選東森幼幼台水果生力軍，於2013年正式出道。曾以第二代橘子姐姐名義擔任YOYO家族成员及東森幼幼台節目主持人，2017年離開東森後以橘橘名義繼續在藝能界活動，目前為日商倍樂生巧連智兒童教材影片中的小瑜姊姊。

## 主持
- 東森幼幼台YoYo點點名(2013/06/18 ~ 2017/10/23)

## 音樂
- 2015 東森幼幼台妖怪手錶片尾曲 [2][3]

```
     妖怪手錶片尾曲「妖怪體操第一（ようかい体操第一）」（第1－24話）

     作詞：Lucky池田、高木貴司；作曲：菊谷知樹；編曲：日比野裕史；歌：Dream5

     （台灣國語版）歌：柳丁哥哥、橘子姐姐
```

## 唱片
- YOYO點點名12-YoYo百分百（2016年）

## 戲劇
- 2010 蘋果劇團 《獵人與貓頭鷹》、《勇闖黑森林》舞台劇演員
- 2011 劇寶盆班級展演-幸福夢 飾 牛奶精靈(舞台劇)[4]
- 2011 真愛找麻煩 飾 雨虹
- 2012 文化大學國劇系第37屆畢業公演《瓦舍魅影-古今動靜之間》 飾 沈大鍾(舞台劇)
- 2012 萌學園4時空戰役 飾 時空驛站飲料吧的客人
- 2013 劇寶盆班級展演-創弒季 導演(舞台劇)
- 2014 【YOYO家族】X【如果兒童劇團】《GOGO海洋大冒險》(舞台劇))(橘子姐姐、西瓜哥哥、月亮姐姐、番茄姐姐)[5]
- 2014 【如果兒童劇團】X【YOYO家族】《Go Go拯救聖誕歷險記》(舞台劇)(橘子姐姐、香蕉哥哥、雲朵姐姐、KIWI姐姐)[6]

## 廣告、活動代言及主持
- 2015 東森幼幼台妖怪手錶節目代言 (與柳丁哥哥一同代言 2015~2017)[7]
- 2016 聯華食品妖怪手錶味付海苔[8]
- 2016 「YOYO百分百」快閃活動[9][10]
- 2016 Lamigo桃猿隊全猿主場進行兒童節開場秀並擔任開球來賓(橘子姐姐、彩虹姐姐、草莓姐姐及KIWI姐姐)[11] [12]
- 2016 統一獅新莊棒球場主場擔任JUST PLAY IT親子童趣活動嘉賓(月亮姐姐、橘子姐姐、彩虹姐姐及櫻桃姐姐擔任嘉賓)。[13]

## 獎項
| 年份   | 頒獎典禮     | 獎項           | 節目           | 角色   | 結果 |
| ------ | ------------ | -------------- | -------------- | ------ | ---- |
| 2015年 | 第50屆金鐘獎 | 兒童少年節目獎 | 《YoYo點點名》 | 主持人 | 提名 |

## 競賽記錄
- 2009 中華民國大專院校98學年度國術錦標賽-龍獅競賽-舞龍-自選套路 第一名

## 外部連結
- 橘子姐姐個人 Facebook （页面存档备份，存于）
- JUDY🍊邱若瑜的Instagram帳戶